# Hoenheim
Hoenheim település Franciaországban, Bas-Rhin megyében. Lakosainak száma 11 413 fő (2022. január 1.). Hoenheim Bischheim, Niederhausbergen, Reichstett, Schiltigheim és Souffelweyersheim községekkel határos.

## Népesség
A település népességének változása:
| Lakosok száma | 11 028 | 11 230 | 11 289 | 11 215 | 11 145 | 11 304 | 11 446 | 11 469 | 11 413 |
|               | 2013   | 2015   | 2016   | 2017   | 2018   | 2019   | 2020   | 2021   | 2022   |